# Guglielmo della Scala
Guglielmo della Scala (Verona, 1350 – Verona, 18 aprile 1404) è stato un politico italiano.

## Biografia
Guglielmo era figlio naturale di Cangrande II della Scala, destinato dal padre a succedergli nella signoria di Verona, in quanto senza figli legittimi.
All'età di sei anni Cangrande provvide a versare una cifra cospicua nelle casse della Repubblica di Venezia in favore di Guglielmo affinché gli fossero necessari per mantenere il potere. Nel 1359, alla morte del padre, venne sottratto alle mire dello zio Cansignorio della Scala che vedeva in lui uno scomodo pretendente e fu inviato a Venezia.
Nel 1389 si spostò a Monaco e nuovamente a Venezia, dove cercò amicizie che fossero in grado di ripristinare il prestigio della casata, offuscata due anni prima con la cacciata da Verona di Antonio della Scala per opera dei Visconti di Milano. Gli amici Carraresi di Padova lo elessero nel 1402 podestà della suddetta città.
Alla morte nello stesso anno di Gian Galeazzo Visconti, Guglielmo approfittò del malcontento del popolo veronese contro i milanesi e dell'appoggio di Francesco II da Carrara, al quale avrebbe promesso in cambio Vicenza, per assediare Verona l'8 aprile 1404. Dopo alcuni giorni di combattimento Guglielmo venne acclamato signore ma morì poco dopo, il 18 aprile, forse avvelenato dallo stesso Francesco da Carrara. Il figlio Brunoro prese precariamente il potere, ma fu sopraffatto dal Carrarese.
Attraverso suo figlio Paolo, Guglielmo fu il capostipite della linea tedesca della famiglia Della Scala (che nei paesi tedeschi assunse il nome Von der Leiter).

## Discendenza
Guglielmo ebbe undici figli da una donna di cui è ignoto il casato:
- Nicodemo (?-1443), vescovo di Frisinga
- Brunoro (?-1437), condottiero
- Antonio, cavaliere
- Niccolò, forse padre dell'umanista Giulio Cesare Scaligero
- Oria
- Beatrice
- Caterina (?-1424)
- Paolo (?-1441)
- Chiara
- Fregnano (?-1443)
- Bartolomeo (?-1443)